# Các lãnh tụ đảng trong Hạ viện Hoa Kỳ
Các lãnh đạo đảng trong Hạ viện Hoa Kỳ được bầu lên bởi các đảng tương ứng riêng của mình trong một cuộc họp kín của đảng. Ngoài Chủ tịch Hạ viện Hoa Kỳ là người được cả Hạ viện Hoa Kỳ bầu lên (tất nhiên là người của đảng đa số tại Hạ viện), còn có hai lãnh đạo đảng nữa là Lãnh đạo Đa số và Lãnh đạo Thiểu số.

## Lãnh đạo Đa số
Lãnh đạo Đa số tại Hạ viện Hoa Kỳ (House Majority Leader) ứng xử như lãnh đạo của đảng có đa số ghế trong Hạ viện (tính đến tháng 2 năm 2009 có ít nhất 218 thành viên trong 435 ghế). Người này làm việc với Chủ tịch Hạ viện và người phụ trách tổ chức đảng đa số nhằm điều hợp các ý tưởng và duy trì hỗ trợ cho việc làm luật.
Vai trò của Lãnh đạo Đa số đã được định nghĩa qua lịch sử và truyền thống. Viên chức này có nhiệm vụ lên thời biểu cho các dự luật để được cứu xét tại Hạ viện; thảo kế hoạch hàng ngày, hàng tuần và hàng năm cho các chương trình nghị sự về làm luật; tư vấn với các thành viên để đo lường phản ứng của đảng mình; và tổng quát là làm việc để thăng tiến các mục tiêu đề ra của đảng đa số.
Văn phòng của Lãnh đạo Đa số được Chủ tịch Hạ viện David B. Henderson thành lập vào năm 1899 cho Sereno Payne. Henderson thấy có nhu cầu đối với 1 lãnh đạo đảng tại phòng họp Hạ viện riêng biệt với Chủ tịch Hạ viện khi vai trò của Chủ tịch Hạ viện trở nên ngày càng nổi bật khắp quốc gia và Hạ viện ngày 1 tăng về số lượng thành viên từ 105 người lên đến 356 người vào đầu thế kỷ 20. Ngoài ra để phân chia trách nhiệm điều hành Hạ viện, sự tồn tại của Lãnh đạo Đa số giúp cho Chủ tịch Hạ viện có thể chỉ trích đảng của mình khi Chủ tịch thấy cần thiết xét về phương diện chính trị.
Ngoài ra người xếp thứ hai cùng đảng với Lãnh đạo Đa số là phó Lãnh đạo Đa số, tiếng Anh gọi là Majority Whip

## Lãnh đạo Thiểu số
Lãnh đạo Thiểu số tại Hạ viện Hoa Kỳ (House Minority Leader) phục vụ như một lãnh đạo đối lập tại phòng họp của Hạ viện, và là đồng nhiệm thiểu số của Lãnh đạo Đa số. Thông thường, Lãnh đạo Thiểu số có tên trong lá phiếu bầu Chủ tịch Hạ viện trong lúc Quốc hội nhóm họp để bầu Chủ tịch Hạ viện. Thông thường Lãnh đạo Thiểu số sẽ là người được đảng của mình chọn ra làm Chủ tịch Hạ viện nếu như đảng lật ngược quyền kiểm soát được Hạ viện sau một cuộc bầu cử. Lãnh đạo Thiểu số thường họp chung với Lãnh đạo Đa số và Chủ tịch Hạ viện để thương thuyết về các vấn đề gây tranh cãi.
Tương tự như đảng đa số, đảng thiểu số có một Phó Lãnh đạo Thiểu số, tiếng Anh gọi là Minority Whip.

## Danh sách các lãnh đạo đảng tại Hạ viện
| Quốc hội | Nhiệm kì   | Phó Lãnh đạo Dân chủ               | Lãnh đạo Dân chủ                  | Chủ tịch Hạ viện                              | Lãnh đạo Cộng hòa                    | Phó Lãnh đạo Cộng hòa             |                                 | Tổng thống Hoa Kỳ |
| 56       | 1899–1901  | Oscar Underwood (Alabama)          | James D. Richardson (Tennessee)   | Cộng hoà David B. Henderson (Iowa)            | Sereno E. Payne (New York)           | James Albertus Tawney (Minnesota) | William McKinley (Cộng hòa)     |                   |
| 57       | 1901–1903  | James Tilghman Lloyd (Missouri)    | James D. Richardson (Tennessee)   | Cộng hoà David B. Henderson (Iowa)            | Sereno E. Payne (New York)           | James Albertus Tawney (Minnesota) | Theodore Roosevelt (Cộng hòa)   |                   |
| 58       | 1903–1905  | James Tilghman Lloyd (Missouri)    | John Sharp Williams (Mississippi) | Cộng hoà Joe Cannon (Illinois)                | Sereno E. Payne (New York)           | James Albertus Tawney (Minnesota) | Theodore Roosevelt (Cộng hòa)   |                   |
| 59       | 1905–1907  | James Tilghman Lloyd (Missouri)    | John Sharp Williams (Mississippi) | Cộng hoà Joe Cannon (Illinois)                | Sereno E. Payne (New York)           | James E. Watson (Indiana)         | Theodore Roosevelt (Cộng hòa)   |                   |
| 60       | 1907–1908  | James Tilghman Lloyd (Missouri)    | John Sharp Williams (Mississippi) | Cộng hoà Joe Cannon (Illinois)                | Sereno E. Payne (New York)           | James E. Watson (Indiana)         | Theodore Roosevelt (Cộng hòa)   |                   |
| 60       | 1908–1909  | James Tilghman Lloyd (Missouri)    | John Sharp Williams (Mississippi) | Cộng hoà Joe Cannon (Illinois)                | Sereno E. Payne (New York)           | James E. Watson (Indiana)         | Theodore Roosevelt (Cộng hòa)   |                   |
| 61       | 1909–1911  | Trống                              | Champ Clark (Missouri)            | Cộng hoà Joe Cannon (Illinois)                | Sereno E. Payne (New York)           | John W. Dwight (New York)         | William Howard Taft (Cộng hòa)  |                   |
| 62       | 1911–1913  | Trống                              | Oscar Underwood (Alabama)         | Dân chủ Champ Clark (Missouri)                | James Mann (Illinois)                | John W. Dwight (New York)         | William Howard Taft (Cộng hòa)  |                   |
| 63       | 1913–1915  | Thomas M. Bell (Georgia)           | Oscar Underwood (Alabama)         | Dân chủ Champ Clark (Missouri)                | James Mann (Illinois)                | Charles H. Burke (South Dakota)   | Woodrow Wilson (Dân chủ)        |                   |
| 64       | 1915–1917  | Trống                              | Claude Kitchin (North Carolina)   | Dân chủ Champ Clark (Missouri)                | James Mann (Illinois)                | Charles M. Hamilton (New York)    | Woodrow Wilson (Dân chủ)        |                   |
| 65       | 1917–1919  | Trống                              | Claude Kitchin (North Carolina)   | Dân chủ Champ Clark (Missouri)                | James Mann (Illinois)                | Charles M. Hamilton (New York)    | Woodrow Wilson (Dân chủ)        |                   |
| 66       | 1919–1921  | Trống                              | Champ Clark (Missouri)            | Cộng hoà Frederick H. Gillett (Massachusetts) | Frank W. Mondell (Wyoming)           | Harold Knutson (Minnesota)        | Woodrow Wilson (Dân chủ)        |                   |
| 67       | 1921–1923  | William A. Oldfield (Arkansas)     | Claude Kitchin (North Carolina)   | Cộng hoà Frederick H. Gillett (Massachusetts) | Frank W. Mondell (Wyoming)           | Harold Knutson (Minnesota)        | Warren G. Harding (Cộng hòa)    |                   |
| 68       | 1923–1925  | William A. Oldfield (Arkansas)     | Finis J. Garrett (Tennessee)      | Cộng hoà Frederick H. Gillett (Massachusetts) | Nicholas Longworth (Ohio)            | Albert H. Vestal (Indiana)        | Calvin Coolidge (Cộng hòa)      |                   |
| 69       | 1925–1927  | William A. Oldfield (Arkansas)     | Finis J. Garrett (Tennessee)      | Cộng hoà Nicholas Longworth (Ohio)            | John Q. Tilson (Connecticut)         | Albert H. Vestal (Indiana)        | Calvin Coolidge (Cộng hòa)      |                   |
| 70       | 1927–1929  | William A. Oldfield (Arkansas)     | Finis J. Garrett (Tennessee)      | Cộng hoà Nicholas Longworth (Ohio)            | John Q. Tilson (Connecticut)         | Albert H. Vestal (Indiana)        | Calvin Coolidge (Cộng hòa)      |                   |
| 71       | 1929–1931  | John McDuffie (Alabama)            | John Nance Garner (Texas)         | Cộng hoà Nicholas Longworth (Ohio)            | John Q. Tilson (Connecticut)         | Albert H. Vestal (Indiana)        | Herbert Hoover (Cộng hòa)       |                   |
| 72       | 1931–1933  | John McDuffie (Alabama)            | Henry T. Rainey (Illinois)        | Dân chủ John Nance Garner (Texas)             | Bertrand Snell (New York)            | Carl G. Bachmann (West Virginia)  | Herbert Hoover (Cộng hòa)       |                   |
| 73       | 1933–1935  | Arthur H. Greenwood (Indiana)      | Jo Byrns (Tennessee)              | Dân chủ Henry T. Rainey (Illinois)            | Bertrand Snell (New York)            | Harry L. Englebright (California) | Franklin D. Roosevelt (Dân chủ) |                   |
| 74       | 1935–1936  | Patrick J. Boland (Pennsylvania)   | William Bankhead (Alabama)        | Dân chủ Jo Byrns (Tennessee)                  | Bertrand Snell (New York)            | Harry L. Englebright (California) | Franklin D. Roosevelt (Dân chủ) |                   |
| 74       | 1936–1937  | Patrick J. Boland (Pennsylvania)   | Sam Rayburn (Texas)               | Dân chủ William B. Bankhead (Alabama)         | Bertrand Snell (New York)            | Harry L. Englebright (California) | Franklin D. Roosevelt (Dân chủ) |                   |
| 75       | 1937–1939  | Patrick J. Boland (Pennsylvania)   | Sam Rayburn (Texas)               | Dân chủ William B. Bankhead (Alabama)         | Bertrand Snell (New York)            | Harry L. Englebright (California) | Franklin D. Roosevelt (Dân chủ) |                   |
| 76       | 1939–1940  | Patrick J. Boland (Pennsylvania)   | Sam Rayburn (Texas)               | Dân chủ William B. Bankhead (Alabama)         | Joseph W. Martin Jr. (Massachusetts) | Harry L. Englebright (California) | Franklin D. Roosevelt (Dân chủ) |                   |
| 76       | 1940–1941  | Patrick J. Boland (Pennsylvania)   | John W. McCormack (Massachusetts) | Dân chủ Sam Rayburn (Texas)                   | Joseph W. Martin Jr. (Massachusetts) | Harry L. Englebright (California) | Franklin D. Roosevelt (Dân chủ) |                   |
| 77       | 1941–1942  | Patrick J. Boland (Pennsylvania)   | John W. McCormack (Massachusetts) | Dân chủ Sam Rayburn (Texas)                   | Joseph W. Martin Jr. (Massachusetts) | Harry L. Englebright (California) | Franklin D. Roosevelt (Dân chủ) |                   |
| 77       | 1942–1943  | Robert Ramspeck (Georgia)          | John W. McCormack (Massachusetts) | Dân chủ Sam Rayburn (Texas)                   | Joseph W. Martin Jr. (Massachusetts) | Harry L. Englebright (California) | Franklin D. Roosevelt (Dân chủ) |                   |
| 78       | 1943–1943  | Robert Ramspeck (Georgia)          | John W. McCormack (Massachusetts) | Dân chủ Sam Rayburn (Texas)                   | Joseph W. Martin Jr. (Massachusetts) | Harry L. Englebright (California) | Franklin D. Roosevelt (Dân chủ) |                   |
| 78       | 1943–1945  | Robert Ramspeck (Georgia)          | John W. McCormack (Massachusetts) | Dân chủ Sam Rayburn (Texas)                   | Joseph W. Martin Jr. (Massachusetts) | Leslie Arends (Illinois)          | Franklin D. Roosevelt (Dân chủ) |                   |
| 79       | 1945–1945  | Robert Ramspeck (Georgia)          | John W. McCormack (Massachusetts) | Dân chủ Sam Rayburn (Texas)                   | Joseph W. Martin Jr. (Massachusetts) | Leslie Arends (Illinois)          | Harry S. Truman (Dân chủ)       |                   |
| 79       | 1946–1947  | John Sparkman (Alabama)            | John W. McCormack (Massachusetts) | Dân chủ Sam Rayburn (Texas)                   | Joseph W. Martin Jr. (Massachusetts) | Leslie Arends (Illinois)          | Harry S. Truman (Dân chủ)       |                   |
| 80       | 1947–1949  | John W. McCormack (Massachusetts)  | Sam Rayburn (Texas)               | Cộng hoà Joseph W. Martin Jr. (Massachusetts) | Charles Halleck (Indiana)            | Leslie Arends (Illinois)          | Harry S. Truman (Dân chủ)       |                   |
| 81       | 1949–1951  | Percy Priest (Tennessee)           | John W. McCormack (Massachusetts) | Dân chủ Sam Rayburn (Texas)                   | Joseph W. Martin Jr. (Massachusetts) | Leslie Arends (Illinois)          | Harry S. Truman (Dân chủ)       |                   |
| 82       | 1951–1953  | Percy Priest (Tennessee)           | John W. McCormack (Massachusetts) | Dân chủ Sam Rayburn (Texas)                   | Joseph W. Martin Jr. (Massachusetts) | Leslie Arends (Illinois)          | Harry S. Truman (Dân chủ)       |                   |
| 83       | 1953–1955  | John W. McCormack (Massachusetts)  | Sam Rayburn (Texas)               | Cộng hoà Joseph W. Martin Jr. (Massachusetts) | Charles A. Halleck (Indiana)         | Leslie Arends (Illinois)          | Dwight D. Eisenhower (Cộng hòa) |                   |
| 84       | 1955–1957  | Carl Albert (Oklahoma)             | John W. McCormack (Massachusetts) | Dân chủ Sam Rayburn (Texas)                   | Joseph W. Martin Jr. (Massachusetts) | Leslie C. Arends (Illinois)       | Dwight D. Eisenhower (Cộng hòa) |                   |
| 85       | 1957–1959  | Carl Albert (Oklahoma)             | John W. McCormack (Massachusetts) | Dân chủ Sam Rayburn (Texas)                   | Joseph W. Martin Jr. (Massachusetts) | Leslie C. Arends (Illinois)       | Dwight D. Eisenhower (Cộng hòa) |                   |
| 86       | 1959–1961  | Carl Albert (Oklahoma)             | John W. McCormack (Massachusetts) | Dân chủ Sam Rayburn (Texas)                   | Charles Halleck (Indiana)            | Leslie C. Arends (Illinois)       | Dwight D. Eisenhower (Cộng hòa) |                   |
| 87       | 1961–1962  | Carl Albert (Oklahoma)             | John W. McCormack (Massachusetts) | Dân chủ Sam Rayburn (Texas)                   | Charles Halleck (Indiana)            | Leslie C. Arends (Illinois)       | John F. Kennedy (Dân chủ)       |                   |
| 87       | 1962–1963  | Hale Boggs (Louisiana)             | Carl Albert (Oklahoma)            | Dân chủ John W. McCormack (Massachusetts)     | Charles Halleck (Indiana)            | Leslie C. Arends (Illinois)       | John F. Kennedy (Dân chủ)       |                   |
| 88       | 1963–1965  | Hale Boggs (Louisiana)             | Carl Albert (Oklahoma)            | Dân chủ John W. McCormack (Massachusetts)     | Charles Halleck (Indiana)            | Leslie C. Arends (Illinois)       | Lyndon B. Johnson (Dân chủ)     |                   |
| 89       | 1965–1967  | Hale Boggs (Louisiana)             | Carl Albert (Oklahoma)            | Dân chủ John W. McCormack (Massachusetts)     | Gerald Ford (Michigan)               | Leslie C. Arends (Illinois)       | Lyndon B. Johnson (Dân chủ)     |                   |
| 90       | 1967–1969  | Hale Boggs (Louisiana)             | Carl Albert (Oklahoma)            | Dân chủ John W. McCormack (Massachusetts)     | Gerald Ford (Michigan)               | Leslie C. Arends (Illinois)       | Lyndon B. Johnson (Dân chủ)     |                   |
| 91       | 1969–1971  | Hale Boggs (Louisiana)             | Carl Albert (Oklahoma)            | Dân chủ John W. McCormack (Massachusetts)     | Gerald Ford (Michigan)               | Leslie C. Arends (Illinois)       | Richard Nixon (Cộng hòa)        |                   |
| 92       | 1971–1973  | Tip O'Neill (Massachusetts)        | Hale Boggs (Louisiana)            | Dân chủ Carl Albert (Oklahoma)                | Gerald Ford (Michigan)               | Leslie C. Arends (Illinois)       | Richard Nixon (Cộng hòa)        |                   |
| 93       | 1973–1973  | John J. McFall (California)        | Tip O'Neill (Massachusetts)       | Dân chủ Carl Albert (Oklahoma)                | Gerald Ford (Michigan)               | Leslie C. Arends (Illinois)       | Richard Nixon (Cộng hòa)        |                   |
| 93       | 1973–1975  | John J. McFall (California)        | Tip O'Neill (Massachusetts)       | Dân chủ Carl Albert (Oklahoma)                | John Rhodes (Arizona)                | Leslie C. Arends (Illinois)       | Richard Nixon (Cộng hòa)        |                   |
| 94       | 1975–1977  | John J. McFall (California)        | Tip O'Neill (Massachusetts)       | Dân chủ Carl Albert (Oklahoma)                | John Rhodes (Arizona)                | Bob Michel (Illinois)             | Gerald Ford (Cộng hòa)          |                   |
| 95       | 1977–1979  | John Brademas (Indiana)            | Jim Wright (Texas)                | Dân chủ Tip O'Neill (Massachusetts)           | John Rhodes (Arizona)                | Bob Michel (Illinois)             | Jimmy Carter (Dân chủ)          |                   |
| 96       | 1979–1981  | John Brademas (Indiana)            | Jim Wright (Texas)                | Dân chủ Tip O'Neill (Massachusetts)           | John Rhodes (Arizona)                | Bob Michel (Illinois)             | Jimmy Carter (Dân chủ)          |                   |
| 97       | 1981–1983  | Tom Foley (Washington)             | Jim Wright (Texas)                | Dân chủ Tip O'Neill (Massachusetts)           | Bob Michel (Illinois)                | Trent Lott (Mississippi)          | Ronald Reagan (Cộng hòa)        |                   |
| 98       | 1983–1985  | Tom Foley (Washington)             | Jim Wright (Texas)                | Dân chủ Tip O'Neill (Massachusetts)           | Bob Michel (Illinois)                | Trent Lott (Mississippi)          | Ronald Reagan (Cộng hòa)        |                   |
| 99       | 1985–1987  | Tom Foley (Washington)             | Jim Wright (Texas)                | Dân chủ Tip O'Neill (Massachusetts)           | Bob Michel (Illinois)                | Trent Lott (Mississippi)          | Ronald Reagan (Cộng hòa)        |                   |
| 100      | 1987–1989  | Tony Coelho (California)           | Tom Foley (Washington)            | Dân chủ Jim Wright (Texas)                    | Bob Michel (Illinois)                | Trent Lott (Mississippi)          | Ronald Reagan (Cộng hòa)        |                   |
| 101      | 1989–1989  | Tony Coelho (California)           | Tom Foley (Washington)            | Dân chủ Jim Wright (Texas)                    | Bob Michel (Illinois)                | Dick Cheney (Wyoming)             | George H.W. Bush (Cộng hòa)     |                   |
| 101      | 1989–1991  | William H. Gray III (Pennsylvania) | Dick Gephardt (Missouri)          | Dân chủ Tom Foley (Washington)                | Bob Michel (Illinois)                | Newt Gingrich (Georgia)           | George H.W. Bush (Cộng hòa)     |                   |
| 102      | 1991–1991  | William H. Gray III (Pennsylvania) | Dick Gephardt (Missouri)          | Dân chủ Tom Foley (Washington)                | Bob Michel (Illinois)                | Newt Gingrich (Georgia)           | George H.W. Bush (Cộng hòa)     |                   |
| 102      | 1991–1993  | David Bonior (Michigan)            | Dick Gephardt (Missouri)          | Dân chủ Tom Foley (Washington)                | Bob Michel (Illinois)                | Newt Gingrich (Georgia)           | George H.W. Bush (Cộng hòa)     |                   |
| 103      | 1993–1995  | David Bonior (Michigan)            | Dick Gephardt (Missouri)          | Dân chủ Tom Foley (Washington)                | Bob Michel (Illinois)                | Newt Gingrich (Georgia)           | Bill Clinton (Dân chủ)          |                   |
| 104      | 1995–1997  | David Bonior (Michigan)            | Dick Gephardt (Missouri)          | Cộng hoà Newt Gingrich (Georgia)              | Dick Armey (Texas)                   | Tom DeLay (Texas)                 | Bill Clinton (Dân chủ)          |                   |
| 105      | 1997–1999  | David Bonior (Michigan)            | Dick Gephardt (Missouri)          | Cộng hoà Newt Gingrich (Georgia)              | Dick Armey (Texas)                   | Tom DeLay (Texas)                 | Bill Clinton (Dân chủ)          |                   |
| 106      | 1999–2001  | David Bonior (Michigan)            | Dick Gephardt (Missouri)          | Cộng hoà Dennis Hastert (Illinois)            | Dick Armey (Texas)                   | Tom DeLay (Texas)                 | Bill Clinton (Dân chủ)          |                   |
| 107      | 2001–2002  | David Bonior (Michigan)            | Dick Gephardt (Missouri)          | Cộng hoà Dennis Hastert (Illinois)            | Dick Armey (Texas)                   | Tom DeLay (Texas)                 | George W. Bush (Cộng hòa)       |                   |
| 107      | 2002–2003  | Nancy Pelosi (California)          | Dick Gephardt (Missouri)          | Cộng hoà Dennis Hastert (Illinois)            | Dick Armey (Texas)                   | Tom DeLay (Texas)                 | George W. Bush (Cộng hòa)       |                   |
| 108      | 2003–2005  | Steny Hoyer (Maryland)             | Nancy Pelosi (California)         | Cộng hoà Dennis Hastert (Illinois)            | Tom DeLay (Texas)                    | Roy Blunt (Missouri)              | George W. Bush (Cộng hòa)       |                   |
| 109      | 2005–2005  | Steny Hoyer (Maryland)             | Nancy Pelosi (California)         | Cộng hoà Dennis Hastert (Illinois)            | Tom DeLay (Texas)                    | Roy Blunt (Missouri)              | George W. Bush (Cộng hòa)       |                   |
| 109      | 2005–2006  | Steny Hoyer (Maryland)             | Nancy Pelosi (California)         | Cộng hoà Dennis Hastert (Illinois)            | Roy Blunt (Missouri, Quyền)          | Roy Blunt (Missouri)              | George W. Bush (Cộng hòa)       |                   |
| 109      | 2006–2007  | Steny Hoyer (Maryland)             | Nancy Pelosi (California)         | Cộng hoà Dennis Hastert (Illinois)            | John Boehner (Ohio)                  | Roy Blunt (Missouri)              | George W. Bush (Cộng hòa)       |                   |
| 110      | 2007–2009  | Jim Clyburn (South Carolina)       | Steny Hoyer (Maryland)            | Dân chủ Nancy Pelosi (California)             | John Boehner (Ohio)                  | Roy Blunt (Missouri)              | George W. Bush (Cộng hòa)       |                   |
| 111      | 2009–2011  | Jim Clyburn (South Carolina)       | Steny Hoyer (Maryland)            | Dân chủ Nancy Pelosi (California)             | John Boehner (Ohio)                  | Eric Cantor (Virginia)            | Barack Obama (Dân chủ)          |                   |
| 112      | 2011–2013  | Steny Hoyer (Maryland)             | Nancy Pelosi (California)         | Cộng hoà John Boehner (Ohio)                  | Eric Cantor (Virginia)               | Kevin McCarthy (California)       | Barack Obama (Dân chủ)          |                   |
| 113      | 2013–2014  | Steny Hoyer (Maryland)             | Nancy Pelosi (California)         | Cộng hoà John Boehner (Ohio)                  | Eric Cantor (Virginia)               | Kevin McCarthy (California)       | Barack Obama (Dân chủ)          |                   |
| 113      | 2014–2015  | Steny Hoyer (Maryland)             | Nancy Pelosi (California)         | Cộng hoà John Boehner (Ohio)                  | Kevin McCarthy (California)          | Steve Scalise (Louisiana)         | Barack Obama (Dân chủ)          |                   |
| 114      | 2015–2015  | Steny Hoyer (Maryland)             | Nancy Pelosi (California)         | Cộng hoà John Boehner (Ohio)                  | Kevin McCarthy (California)          | Steve Scalise (Louisiana)         | Barack Obama (Dân chủ)          |                   |
| 114      | 2015–2017  | Steny Hoyer (Maryland)             | Nancy Pelosi (California)         | Cộng hoà Paul Ryan (Wisconsin)                | Kevin McCarthy (California)          | Steve Scalise (Louisiana)         | Barack Obama (Dân chủ)          |                   |
| 115      | 2017–2019  | Steny Hoyer (Maryland)             | Nancy Pelosi (California)         | Cộng hoà Paul Ryan (Wisconsin)                | Kevin McCarthy (California)          | Steve Scalise (Louisiana)         | Donald Trump (Cộng hòa)         |                   |
| 116      | 2019–2021  | Jim Clyburn (South Carolina)       | Steny Hoyer (Maryland)            | Dân chủ Nancy Pelosi (California)             | Kevin McCarthy (California)          | Steve Scalise (Louisiana)         | Donald Trump (Cộng hòa)         |                   |
| 117      | 2021– 2023 | Jim Clyburn (South Carolina)       | Steny Hoyer (Maryland)            | Dân chủ Nancy Pelosi (California)             | Kevin McCarthy (California)          | Steve Scalise (Louisiana)         | Donald Trump (Cộng hòa)         |                   |
| 117      | 2021– 2023 | Jim Clyburn (South Carolina)       | Steny Hoyer (Maryland)            | Dân chủ Nancy Pelosi (California)             | Kevin McCarthy (California)          | Steve Scalise (Louisiana)         | Joe Biden (Dân chủ)             |                   |
| 118      | 2023–2023  | Katherine Clark (Massachusetts)    | Hakeem Jeffries (New York)        | Cộng hoà Kevin McCarthy (California)          | Steve Scalise (Louisiana)            | Tom Emmer (Minnesota)             |                                 |                   |
| 118      | 2023–2025  | Katherine Clark (Massachusetts)    | Hakeem Jeffries (New York)        | Cộng hoà Mike Johnson (Louisiana)             | Steve Scalise (Louisiana)            | Tom Emmer (Minnesota)             |                                 |                   |
| Quốc hội | Nhiệm kì   | Phó Lãnh đạo Dân chủ               | Lãnh đạo Dân chủ                  | Chủ tịch Hạ viện                              | Lãnh đạo Cộng hòa                    | Phó Lãnh đạo Cộng hòa             | Tổng thống Hoa Kỳ               |                   |